# نسبت بدهی به حقوق صاحبان سهام
نسبت بدهی به حقوق صاحبان سهام، (به انگلیسی: debt-to-equity ratio) از نسبت‌های مالی است و یکی از مقیاس‌های اندازه‌گیری اهرم مالی شرکت می‌باشد.
این نسبت از طریق تقسیم کل بدهی‌های شرکت، به حقوق صاحبان سهام بدست می‌آید، که نشان می‌دهد، یک شرکت برای تأمین مالی دارایی‌هایش چه درصدی از حقوق صاحبان سهام و بدهی استفاده می‌کند.
نسبت بالای بدهی به حقوق صاحبان سهام می‌تواند، منجر به پرداخت هزینه بهره مازاد شود و معمولاً به این معنا می‌باشد، که شرکت بیشتر از بدهی، در تأمین مالی استفاده نموده‌است.
اگر مقدار بدهی زیادی در تأمین مالی شرکت استفاده شود و باعث افزایش نسبت بدهی به حقوق صاحبان گردد؛ شرکت بالقوه باید درآمد بیشتری نسبت به وقتی که تأمین مالی خارجی نکرده بود، تولید کند. اگر به این طریق درآمد شرکت به مقدار قابل توجهی نسبت به هزینه بدهی (هزینه بهره) افزایش پیدا کند، سهام‌داران از درآمد بیشتری با مقدار سرمایه‌گذاری قبلیشان در شرکت بهره‌مند می‌شوند.